# Liste der Monuments historiques in Chevaigné
Die Liste der Monuments historiques in Chevaigné führt die Monuments historiques in der französischen Gemeinde Chevaigné auf.

## Liste der Objekte
| Bezeichnung                      | Beschreibung                                 | Standort                       | Kennzeichnung | Schutzstatus | Datum | Bild           |
| -------------------------------- | -------------------------------------------- | ------------------------------ | ------------- | ------------ | ----- | -------------- |
| Bleiglasfenster: Grablegung Jesu | 1550                                         | in der Kirche St-Pierre (Lage) | PM35000143    | Classé       | 1906  | weitere Bilder |
| Sechs Bas-Reliefs                | Holz, 16. Jahrhundert                        | in der Kirche St-Pierre (Lage) | PM35000144    | Classé       | 1919  |                |
| Hauptaltar mit Retabel           | Holz, polychrom gefasst, um 1700             | in der Kirche St-Pierre (Lage) | PM35001094    | Inscrit      | 1974  |                |
| Zwei Lüster                      | Bronze, 19. Jahrhundert                      | in der Kirche St-Pierre (Lage) | PM35002360    | Inscrit      | 1990  |                |
| Skulptur Christus am Kreuz       | Holz, 18./19. Jahrhundert                    | in der Kirche St-Pierre (Lage) | PM35002362    | Inscrit      | 1990  |                |
| Taufbecken                       | Stein, 16. Jahrhundert                       | in der Kirche St-Pierre (Lage) | PM35000146    | Classé       | 1948  |                |
| Retabel der südlichen Kapelle    | Holz, polychrom gefasst, 17./18. Jahrhundert | in der Kirche St-Pierre (Lage) | PM35002364    | Inscrit      | 1990  |                |
| Kanzel                           | Holz, zweite Hälfte des 18. Jahrhunderts     | in der Kirche St-Pierre (Lage) | PM35002361    | Inscrit      | 1990  |                |
| Retabel der nördlichen Kapelle   | Holz, polychrom gefasst, um 1800             | in der Kirche St-Pierre (Lage) | PM35002363    | Inscrit      | 1990  |                |
| Skulptur Christus am Kreuz       | Elfenbein, 18. Jahrhundert                   | in der Kirche St-Pierre (Lage) | PM35000145    | Classé       | 1919  |                |